# Боброво (Дрибинский район)
Бобро́во (бел. Баброва) — деревня в составе Рясненского сельсовета Дрибинского района Могилёвской области Республики Беларусь.

## Население
- 1999 год — 14 человек
- 2010 год — 5 человек